# Distretto di Sawaeng Ha
Il distretto di Sawaeng Ha (in thailandese: แสวงหา) è un distretto (amphoe) della Thailandia, situato nella provincia di Ang Thong.